# Koodi
Koodi è il primo album in studio del cantante finlandese Robin, pubblicato il 22 febbraio 2012.

## Descrizione
L'album contiene dieci tracce, dalle quali il 16 gennaio 2012 è stato estratto il primo singolo Frontside Ollie che ha raggiunto i vertici delle classifiche finlandesi.

## Tracce
1. Frontside Ollie
2. Räjäytät mun pään
3. Hiljainen tyttö
4. Faija skitsoo
5. Otan Aurinkoo
6. Ei tarvii esittää
7. Huutaa
8. Huominen saa odottaa
9. Saappaat
10. Ihan Helmi

## Classifica
| Classifica | Massima posizione |
| ---------- | ----------------- |
| Finlandia  | -                 |